# Zorro gegen Maciste – Kampf der Unbesiegbaren
Zorro gegen Maciste – Kampf der Unbesiegbaren (Originaltitel: Zorro contro Maciste) ist ein italienischer Abenteuerfilm, eine Mixtur zweier Genres, den Umberto Lenzi 1962 inszenierte. Der Film gelangte am 24. Juli 1964 auch erstmals im deutschen Sprachraum zur Aufführung. Titel in der DDR war Konkurrenz für Zorro.

## Handlung
Nach dem Tod Philipps II., des Königs von Navarra, konkurrieren seine beiden Enkelinnen, die Prinzessinnen Malva und Isabella, um seine Nachfolge. Die grausame und ehrgeizige Malva befürchtet, dass ein Testament Isabella als Thronfolgerin vorsieht, und will es darum stehlen lassen, um es durch ein Papier zu ihren Gunsten zu ersetzen. Mit der Durchführung dieser Idee beauftragt sie Maciste, der sich jedoch mit Zorro auseinandersetzen muss, den Isabella gerufen hat, da sie von den Machenschaften ihrer Cousine ahnte.
Nach etlichen Abenteuern, in denen das Glück hin- und herwogt, gelingt es Maciste, seinen Auftrag auszuführen. Als er jedoch durchschaut, dass er zu bösen Zwecken missbraucht wurde, verweigert er die Übergabe des Dokumentes und wendet sich gegen Malva; statt ihrer besteigt Isabella mit ihrem Liebhaber den Thron, der niemand anderes als Zorro ist. Maciste reitet neuen Abenteuern entgegen.

## Kritik
Das Monthly Film Bulletin lobte die Leistung von Pierre Brice als „durchweg exzellent“, fand jedoch „die anderen Schauspieler höchst durchschnittlich“. Seine Hauptschwäche sei die miese Farbgebung. Eine andere Schwäche sahen Ronald M. Hahn, Volker Jansen, Norbert Stresau darin, „daß der Film nicht weiß, in welchem Genre er beheimatet ist“. Das Lexikon des internationalen Films machte es ganz kurz: „Anspruchsloseste Unterhaltung.“

## Synchronisation
- Pierre Brice: Herbert Stass
- Sergio Ciani: Rainer Brandt
- Moira Orfei: Rosemarie Fendel
- Massimo Serato: Helmo Kindermann
- Andrea Aureli: Benno Hoffmann